# Nexen
Nexen (heute: CNOOC international) ist ein kanadisches Unternehmen mit Firmensitz in Calgary.
1971 wurde das Unternehmen unter dem Namen Canadian Occidental Petroleum gegründet. 80 Prozent des Unternehmens gehörten anfangs dem US-amerikanischen Energieunternehmen Occidental Petroleum. Gegenwärtig besitzt Occidental Petroleum keine Anteile mehr an Nexen.
Nexen fördert Erdgas und Erdöl in Kanada, am Golf von Mexiko, in Kolumbien, im Jemen sowie in der Nordsee und vor der westafrikanischen Küste.
Im Juli 2012 gab das chinesische Unternehmen CNOOC bekannt, dass es Nexen kaufen wird. Die Übernahme musste allerdings noch von den Behörden in Kanada, China und den USA gebilligt werden. Nach monatelangem Zögern erklärte am 7. Dezember 2012 die kanadische Regierung Harper die „ausnahmsweise“ Billigung des Verkaufs von Nexen an das chinesische Staatsunternehmen. Für die Übernahme erhielten die Stammaktionäre von Nexen einen Barerlös von 27,50 US$ ohne Zinsen, während die Vorzugsaktionäre von Nexen einen Barerlös von 26 CAD$ plus aufgelaufene und nicht gezahlte Dividenden ohne Zinsen erhielten. Im April 2014 löste Fang Zhi Kevin Reinhart als Geschäftsführer des Unternehmens ab. Zwei Jahre nach der Übernahme, im Jahr 2015, wurden etwa 14 % der Belegschaft des Unternehmens (300 in Calgary und 40 vor Ort) entlassen, was im Hinblick auf die chinesische Eigentümerschaft Besorgnis erregte, damals aber im Einklang mit Entlassungen bei anderen Unternehmen der Branche als Reaktion auf den weltweiten Ölpreisverfall stand.
Ab 2019 ist das Unternehmen seit der Übernahme durch CNOOC „beträchtlich geschrumpft“ und hat in der schwierigen kanadischen Öl- und Gasindustrie insgesamt mehrere Entlassungsrunden durchlaufen. 2019 verlegte das Unternehmen seinen Hauptsitz im Stadtzentrum von Calgary vom ehemaligen Nexen-Gebäude nach The Bow und mietete 8 Stockwerke von Cenovus unter. und die Reduzierung der Bürofläche von ca. 57.600 m² auf ca. 27.870 m². Daraufhin änderte es seinen Namen zu CNOOC International und orientierte sich so weiter an seinem neuen Besitzer.